# Фульвета рудоплеча
Фульве́та рудоплеча (Fulvetta ruficapilla) — вид горобцеподібних птахів родини суторових (Paradoxornithidae). Ендемік Китаю.

## Підвиди
Виділяють два підвиди:
- F. r. ruficapilla (Verreaux, J, 1871) — Центральний Китай (від півдня Ганьсу до півдня Шеньсі і Сичуаню);
- F. r. sordidior (Rippon, 1903) — Південний Китай (західний Сичуань, Гуйчжоу і північний Юньнань).

## Поширення і екологія
Рудоплечі фульвети живуть у гірських субтропічних лісах, дібровах та у високогірних чагарникових заростях. Зустрічаються поодинці або парами, в негніздовий період зграйками до 10 птахів, на висоті від 1250 до 2800 м над рівнем моря. Живляться безхребетними і насінням.